# Winter-Universiade 2013/Skilanglauf
Bei der Winter-Universiade 2013 wurden 11 Wettkämpfe im Skilanglauf ausgetragen.

## Bilanz

### Medaillenspiegel
| Platz  | Land       | Gold | Silber | Bronze | Gesamt |
| ------ | ---------- | ---- | ------ | ------ | ------ |
| 1      | Russland   | 6    | 4      | 5      | 15     |
| 2      | Kasachstan | 2    | 1      | 1      | 4      |
| 2      | Ukraine    | 2    | 1      | 1      | 4      |
| 4      | Norwegen   | 1    | 1      | 1      | 3      |
| 5      | Serbien    | 1    | –      | –      | 1      |
| 6      | Schweden   | –    | 2      | –      | 2      |
| 7      | Belarus    | –    | 1      | –      | 1      |
| 8      | Finnland   | –    | –      | 3      | 3      |
| Gesamt | Gesamt     | 12   | 10     | 11     | 33     |

### Medaillengewinner
Männer
| Disziplin                   | Gold                                                                             | Silber                                                                      | Bronze                                                                    |
| --------------------------- | -------------------------------------------------------------------------------- | --------------------------------------------------------------------------- | ------------------------------------------------------------------------- |
| 10 km Freistil              | Milanko Petrović                                                                 | Michail Sjamjonau                                                           | Raul Schakirsjanow                                                        |
| 15 km Skiathlon             | Raul Schakirsjanow                                                               | Mark Starostin                                                              | Pawel Sjulatow                                                            |
| 30 km Massenstart Klassisch | Wladislaw Skobelew                                                               | Jermil Wokujew                                                              | Andrej Feller                                                             |
| Sprint Klassisch            | Maxim Kowalew                                                                    | Pawel Sjulatow                                                              | Heikki Korpela                                                            |
| 4 × 10 km                   | KasachstanAlexander Malyschew Sergei Malyschew Gennadi Matwijenko Mark Starostin | RusslandPawel Sjulatow Wladislaw Skobelew Jermil Wokujew Raul Schakirsjanow | FinnlandHeikki Korpela Perttu Hyvärinen Jari Huhta Juha-Matti Mikkolainen |

Frauen
| Disziplin                   | Gold                                                       | Silber                                       | Bronze                                                     |
| --------------------------- | ---------------------------------------------------------- | -------------------------------------------- | ---------------------------------------------------------- |
| 5 km Freistil               | Kateryna Hryhorenko Astrid Øyre Slind                      | nicht vergeben                               | Maryna Anzybor                                             |
| 10 km Skiathlon             | Tatjana Ossipowa                                           | Kateryna Hryhorenko                          | Marjaana Pitkänen                                          |
| 15 km Massenstart Klassisch | Oxana Ussatowa                                             | Marte Monrad-Hansen                          | Astrid Øyre Slind                                          |
| Sprint Klassisch            | Oxana Ussatowa                                             | Olga Zarjowa                                 | Olga Repnizyna                                             |
| 3 × 5 km                    | UkraineKateryna Hryhorenko Maryna Anzybor Kateryna Serdjuk | SchwedenLisa Dahl Sofie Elebro Julia Jansson | KasachstanTatjana Ossipowa Olga Mandrika Marina Matrossowa |

Mixed
| Disziplin           | Gold                                        | Silber                                   | Bronze                                    |
| ------------------- | ------------------------------------------- | ---------------------------------------- | ----------------------------------------- |
| Teamsprint Freistil | RusslandJermil Wokujew Jewgenija Oschepkowa | SchwedenAnton Karlsson Emilie Cedervaern | RusslandRaul Schakirsjanow Anna Powaljewa |